# Francisco D'Alessandri
Pour les articles homonymes, voir Alessandri.
Francisco Obdulio D'Alessandri (né le 21 juin 1930, mort le 7 avril 2018) est un cavalier argentin de dressage.
Par ailleurs, il fut colonel de l'armée pendant la présidence d'Augusto Pinochet.

## Carrière
Francisco D'Alessandri est médaille d'argent aux Jeux panaméricains de 1963 dans l'épreuve individuelle de dressage. Il participe aux Jeux olympiques d'été de 1964 à Tokyo, dans l'épreuve individuelle de dressage où il finit 13e.